# Calotes versicolor
Espèce
Synonymes
- Agama versicolor Daudin, 1802
- Agama tiedemanni Kuhl, 1820
- Agama vultuosa Harlan, 1825
- Agama indica Gray, 1827
- Calotes cristatus Jaquemont, 1844
- Calotes viridis Gray, 1846
- Calotes gigas Blyth, 1853
- Calotes versicolor major Annandale, 1921
- Calotes versicolor nigrigularis Auffenberg & Rehmann, 1993

L'agame versicolore (Calotes versicolor), également appelé galéote versicolore ou lézard arlequin ou agame arlequin, est une espèce de sauriens de la famille des Agamidae.

## Répartition
L'Agame arlequin est l'espèce du genre Calotes la plus largement répandue : elle se rencontre en Iran, en Afghanistan, au Pakistan, en Inde, au Népal, au Bhoutan, au Sri Lanka, au Bangladesh, en Birmanie, dans le sud de la République populaire de Chine, au Cambodge, au Viêt Nam, en Thaïlande, en Malaisie péninsulaire, à Singapour et en Indonésie à Sumatra.
Elle a été introduite en Oman, aux Maldives, aux Seychelles, à Sulawesi, aux Mascareignes, en Floride et à La Réunion.

## Habitat
Cet agame s'observe très aisément car il vit certes dans les forêts tropicales impénétrables sans un guide mais aussi partout dans les jardins, les parcs et le long des routes ; dans les arbres, les rochers et les bâtiments.

## Description
C'est un saurien ovipare diurne. Il peut vivre jusqu'à 4 ans dans la nature.
Il mesure de 30 à 40 cm de long. Il a une crête épineuse sur le dos et la nuque, une très longue queue et de longues griffes pour grimper. Sa queue lui sert de balancier quand il grimpe dans les arbres et escalade.
Cet agame présente un dimorphisme sexuel. Il est appelé lézard suceur de sang car les mâles dominants ont le menton et la gorge de couleur rouge.

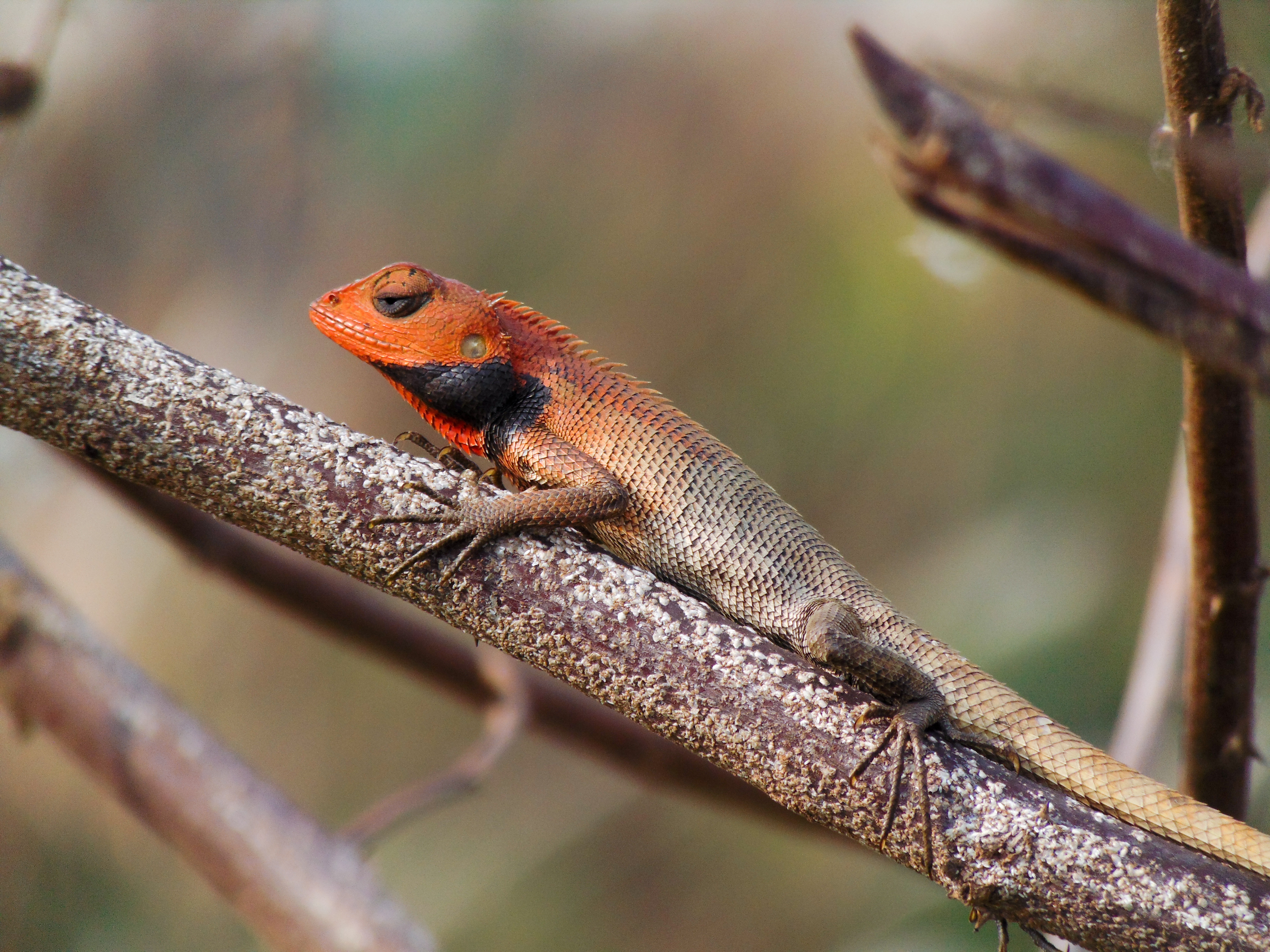
Agame versicolore mâle.
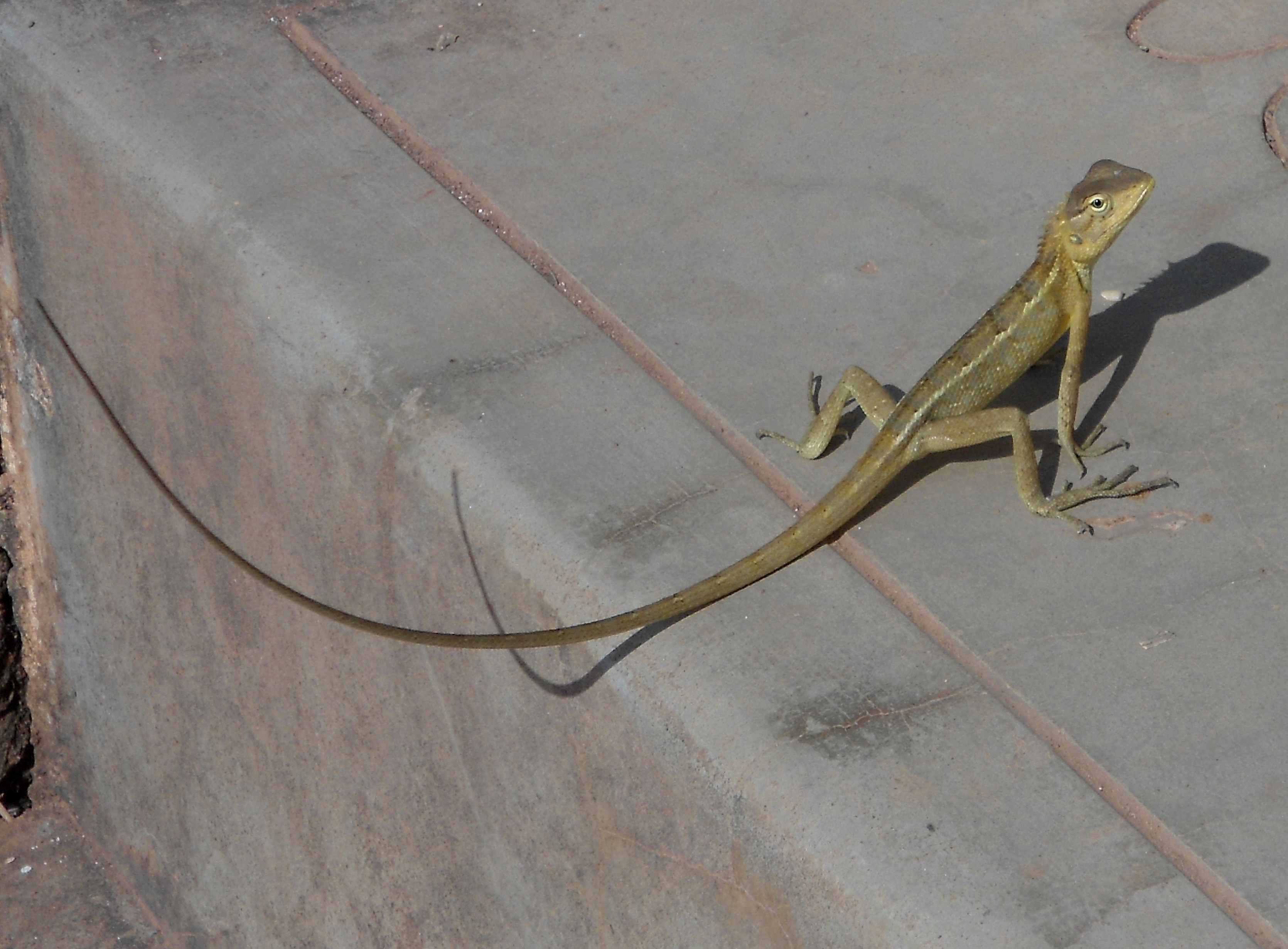
Agame versicolore femelle.
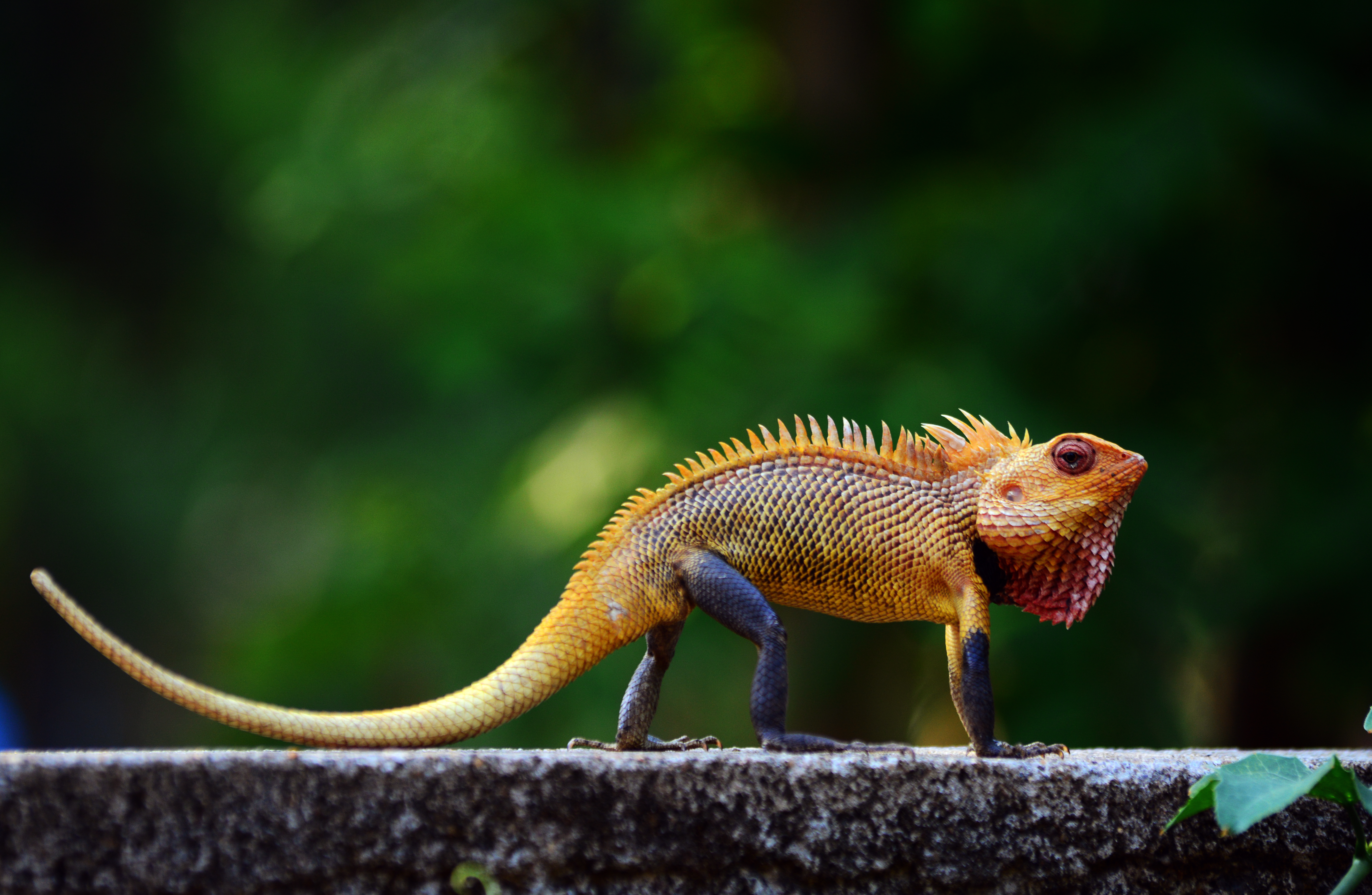
Agame arlequin mâle.
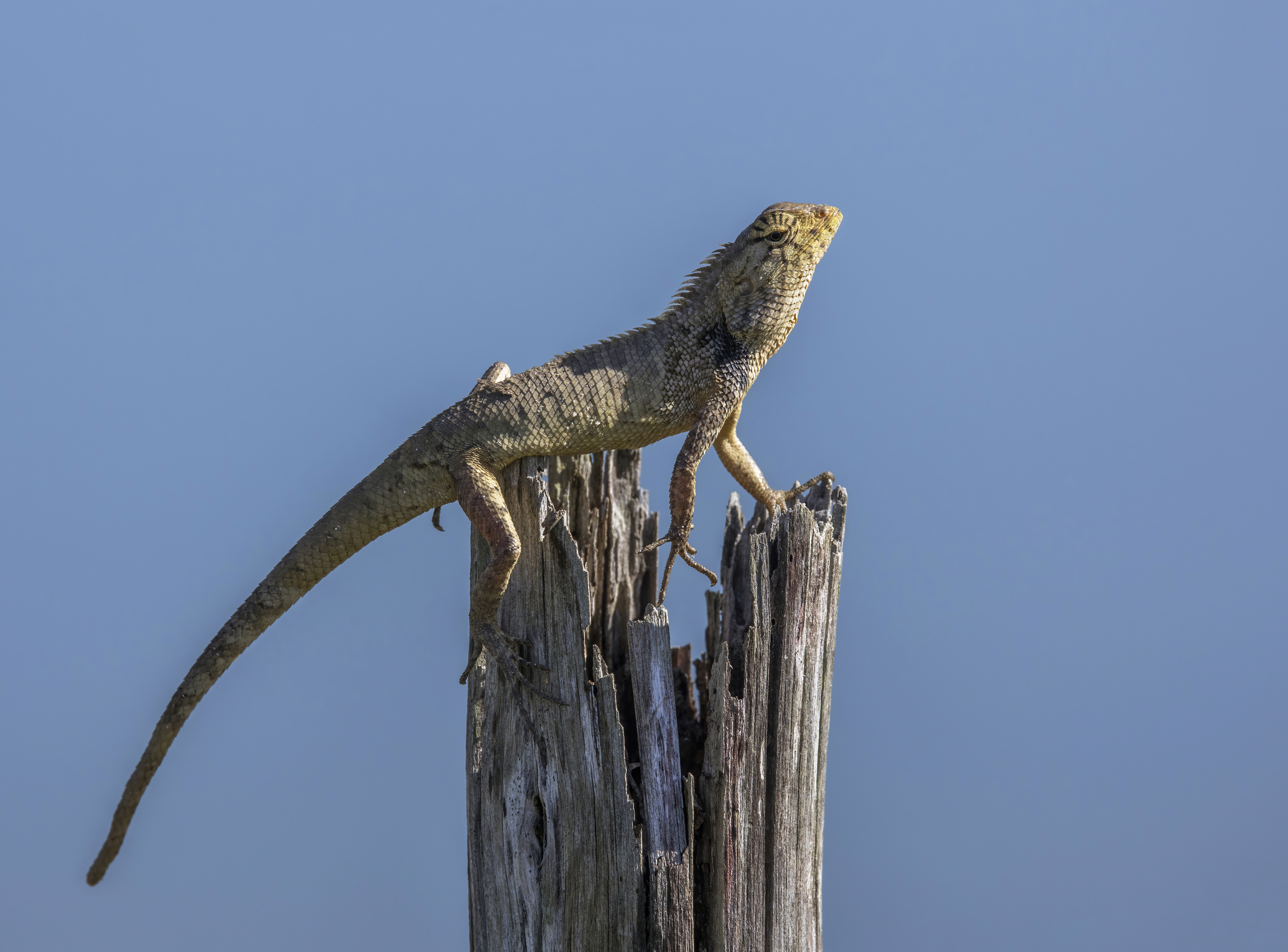
Calotes versicolor femelle dans la province de Phang Nga en Thaïlande.

Comme le caméléon, l'agame change de couleur non en fonction de son environnement mais en fonction de son humeur. C'est un moyen de communication entre agames. Il manifeste une grande variété de colorations et de motifs.

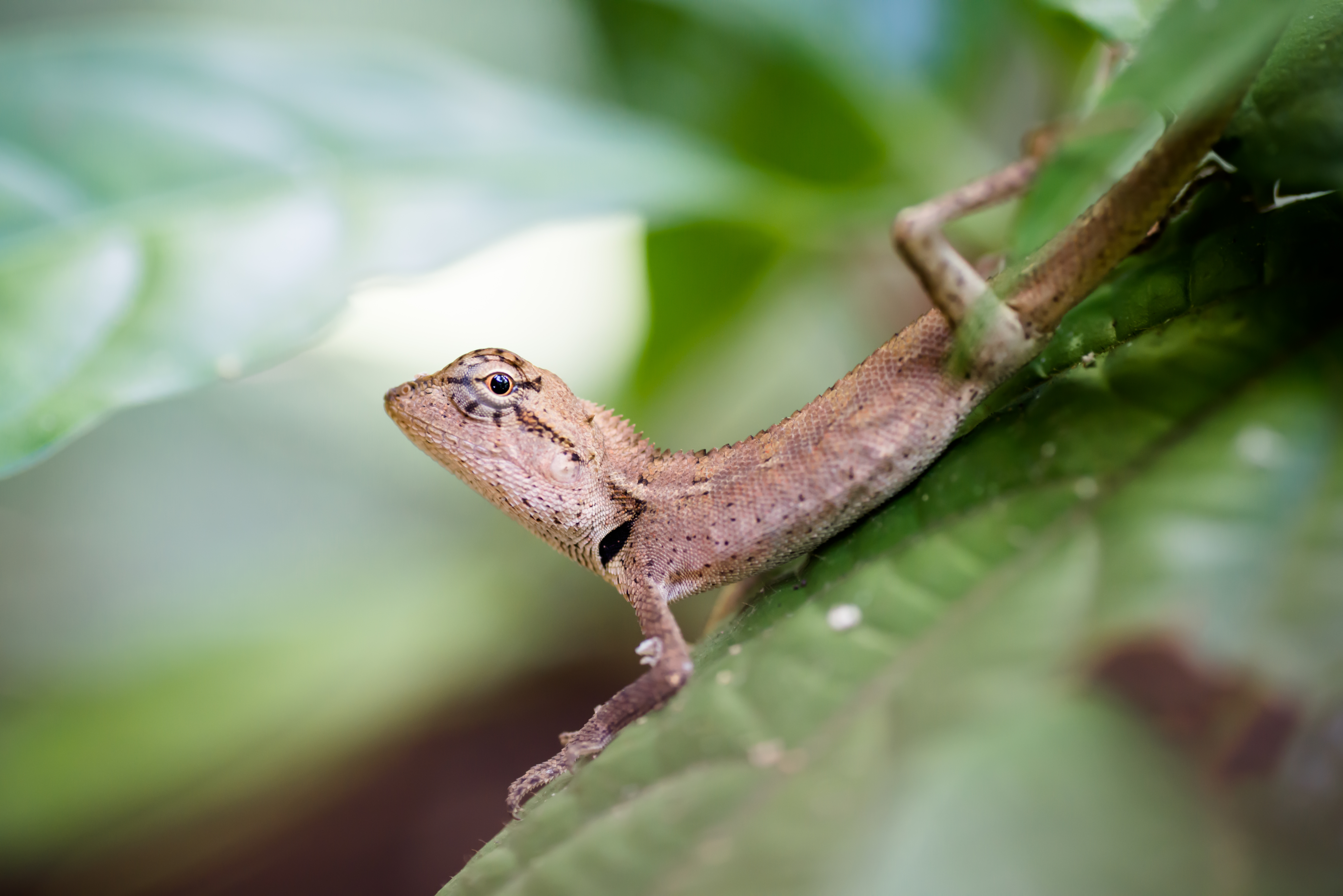
Agame arlequin gris, parc national de Khao Yai (Thaïlande).

Normalement il est gris, brun ou jaune mais il est capable de devenir vert, noir ou rouge. L'apparence des mâles de certaines populations est particulièrement spectaculaire et colorée quand il rencontre un rival ou une femelle.

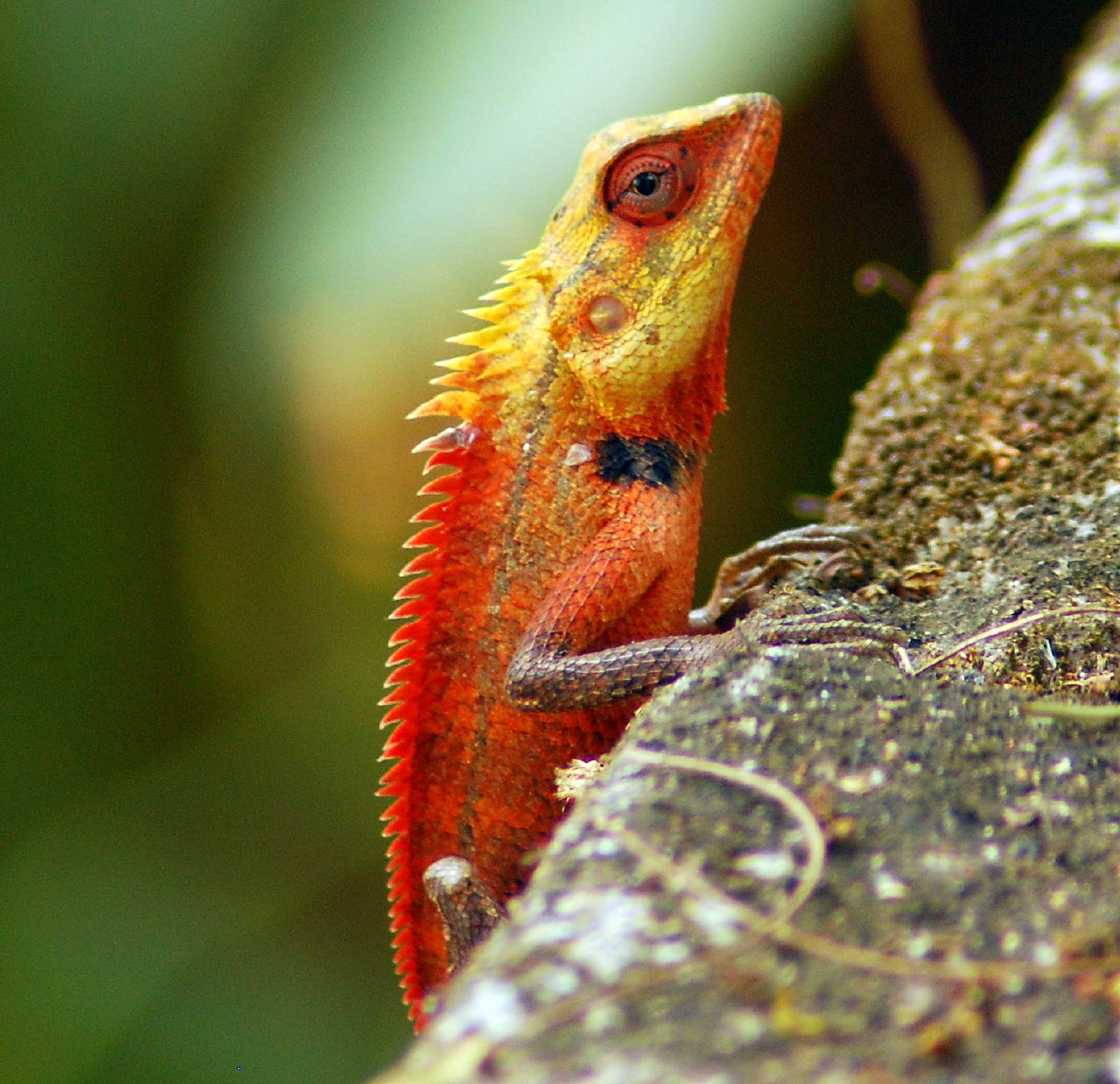

## Alimentation
Cet animal est carnivore. Il mange des insectes dont des criquets, des sauterelles et des fourmis et aussi de petits vertébrés dont des grenouilles, des oisillons et des lézards. Des observations indiquent que l'agame versicolore se nourrit de serpents juvéniles, comme le Xenochrophis piscator ou le Lycodon aulicus.

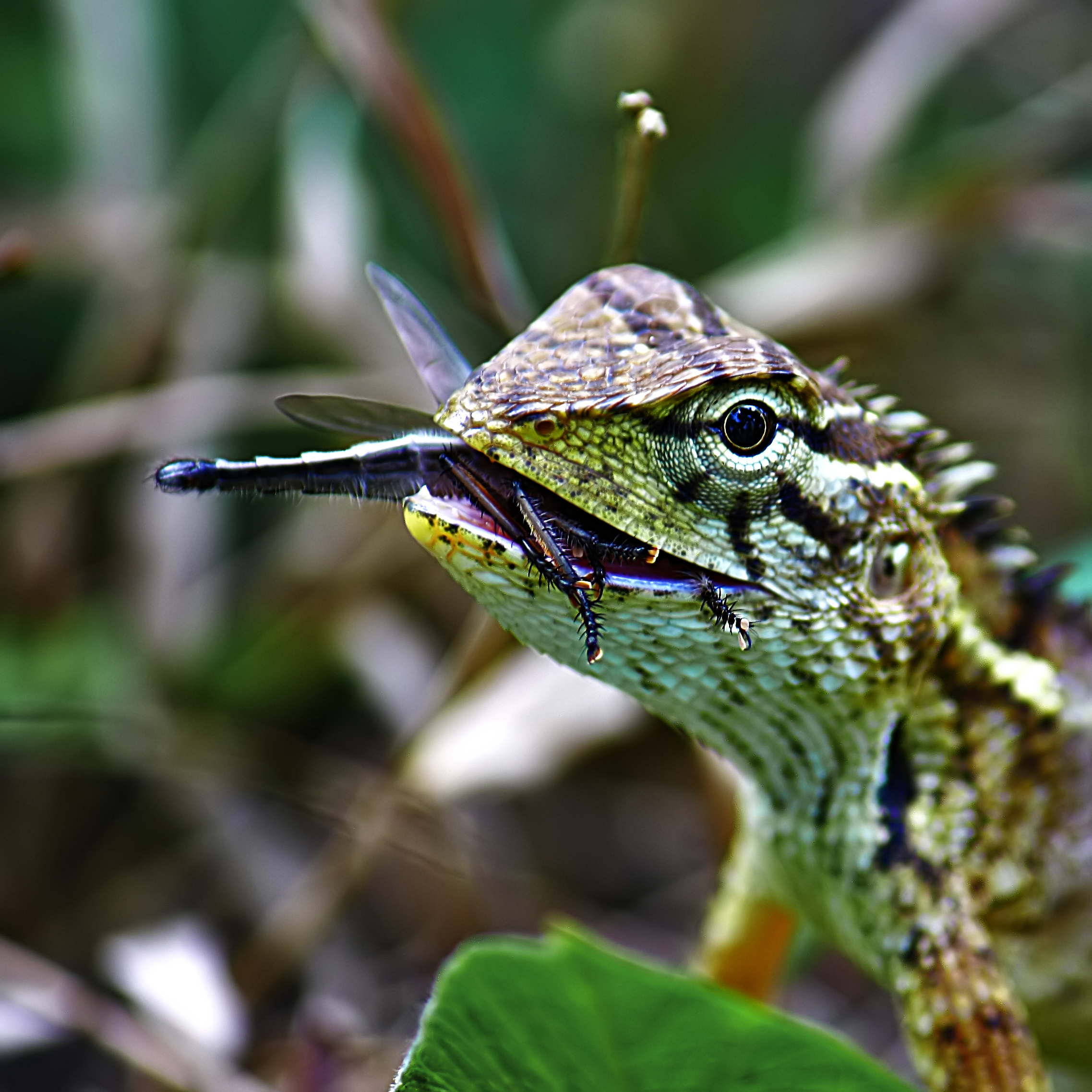
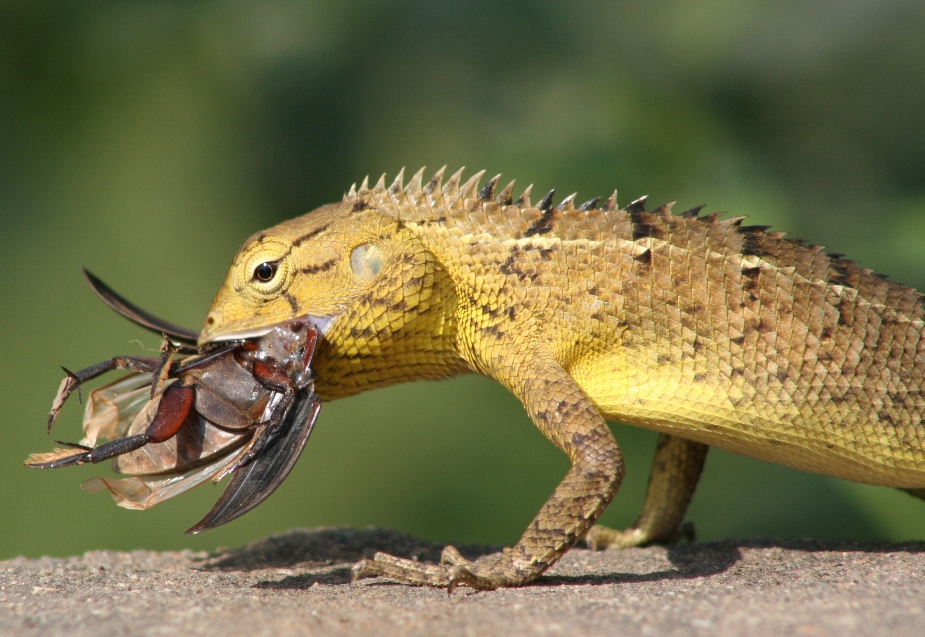

## Reproduction
Pendant la saison des amours, la zone labiale des mâles devient rouge vif, laissant imaginer que ce lézard a sucé du sang. La compétition entre les mâles pour une femelle est parfois féroce. Elle peut provoquer des blessures voire la mort.
La femelle enfouit de 6 à 20 œufs dans le sol humide. Ils éclosent après 6 à 8 semaines. Les bébés agames grandissent vite et sont en âge de se reproduire dès l'année suivante.

## Prédateurs
L'agame versicolore est principalement la proie d'autres reptiles, en particulier des serpents et des lézards de plus grande taille. Des rapports rendent compte de sa prédation par D. kopsteini à Singapour ou par D. tristis au Sri Lanka.
Cet agame est aussi chassé par des rapaces. Il arrive également qu'il soit parasité par des sangsues.

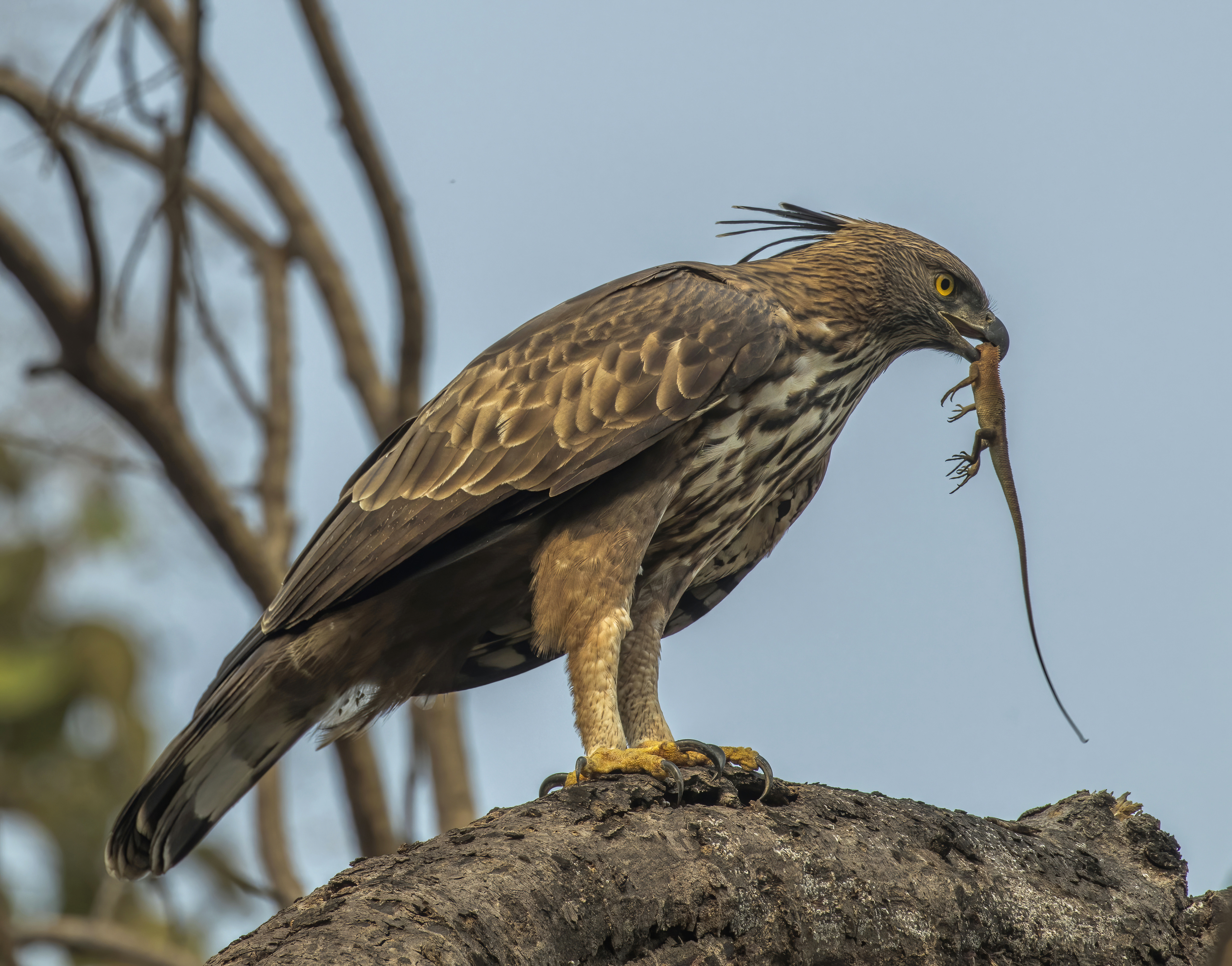
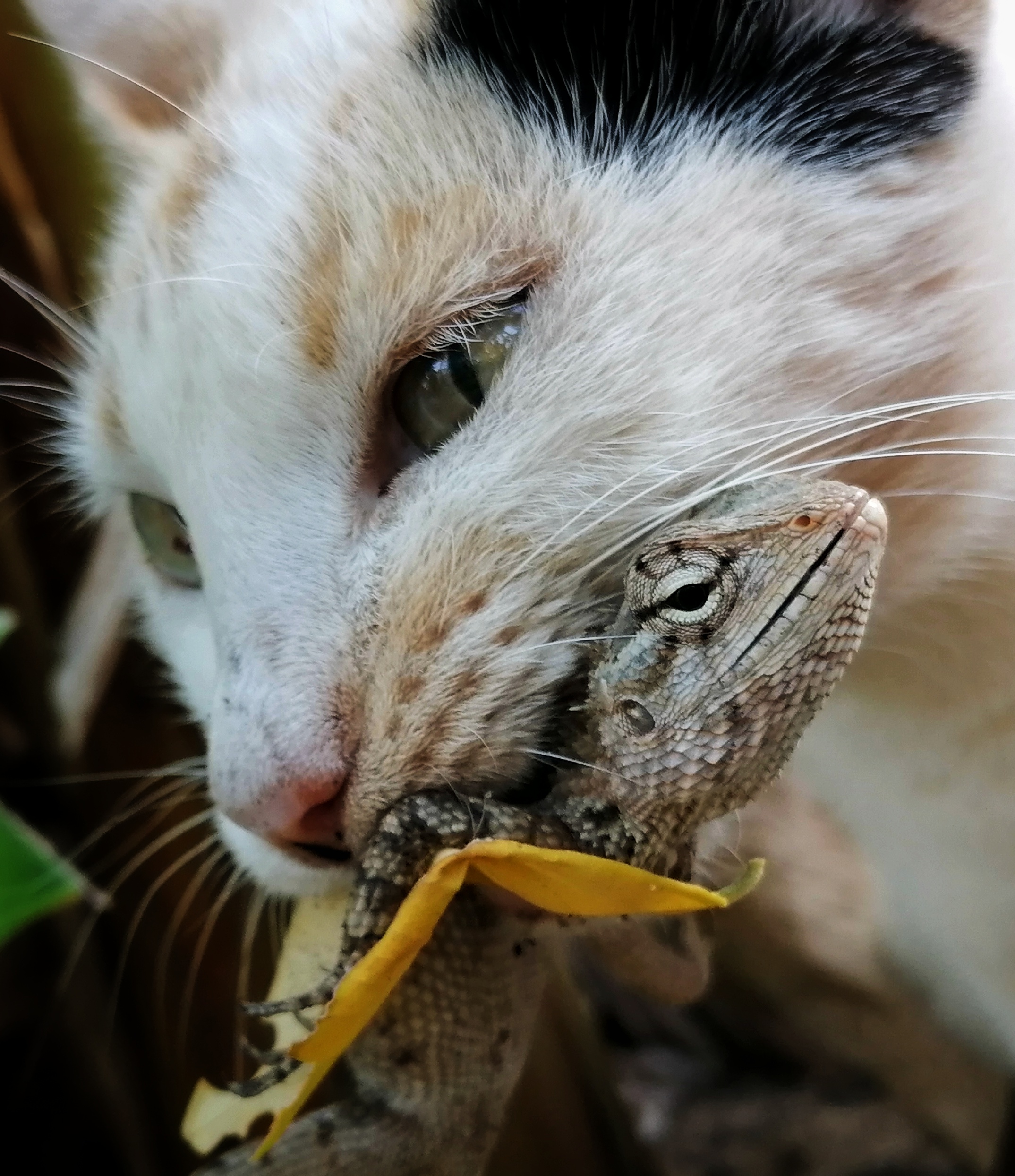

## Liste des sous-espèces
Selon The Reptile Database (13 avril 2012) :
- Calotes versicolor farooqi Auffenberg & Rehmann, 1995
- Calotes versicolor versicolor (Daudin, 1802)

## Publications originales
- (en) Auffenberg & Rehmann, 1993 : Studies on Pakistan reptiles. Pt. 3. Calotes versicolor. Asiatic Herpetological Research, vol. 5, p. 14-30 (texte intégral).
- (en) Auffenberg & Rehmann, 1995 : Calotes versicolor nigrigularis Auffenberg and Rehman 1993 a junior primary homonym. Asiatic Herpetological Research, no 6, p. 28 (texte intégral).
- Daudin, 1802 : Histoire Naturelle, Générale et Particulière des Reptiles; ouvrage faisant suite à l'Histoire naturelle générale et particulière, composée par Leclerc de Buffon  et rédigee par C.S. Sonnini, membre de plusieurs sociétés savantes, vol. 3, F. Dufart, Paris, p. 1-452 (texte intégral).